# Persone di nome Rita
| Questa pagina contiene informazioni ricavate automaticamente dalle voci biografiche con l'ausilio del template Bio e di un bot. L'aggiornamento è periodico e automatico e ricostruisce completamente la pagina. Se manca una persona in questa lista, sei pregato di non aggiungerla, ma accertati piuttosto che la sua voce biografica contenga il template Bio e che i dati anagrafici siano correttamente compilati. Se il template Bio manca, inseriscilo tu stesso o, in alternativa, metti l'avviso {{tmp\|Bio}} che ne segnala la mancanza. Se i dati riportati sono sbagliati, correggi direttamente la voce biografica; le modifiche saranno visibili in questa lista entro pochi giorni. Per chiarimenti vedi il progetto antroponimi. La lista contiene solo le 141 persone che sono citate nell'enciclopedia e per le quali è stato implementato correttamente il template Bio. Pagina aggiornata al 22 lug 2025. |

Questa è una lista di persone presenti nell'enciclopedia che hanno il nome Rita, suddivise per attività principale.

## Altiste(2)
- Rita Gildemeister, ex altista tedesca (Güstrow, n. 1947)
- Rita Kirst, ex altista tedesca (n. 1950)

## Artiste(2)
- Rita Boley Bolaffio, artista italiana (Trieste, n. 1898 - New York, † 1995)
- Rita Saglietto, artista, pittrice e scultrice italiana (Imperia, n. 1921 - † 1968)

## Astrofisiche(1)
- Rita M. Sambruna, astrofisica italiana (Seregno)

## Attiviste(1)
- Rita Borsellino, attivista e politica italiana (Palermo, n. 1945 - Palermo, † 2018)

## Attrici(23)
- Rita Blanco, attrice portoghese (Lisbona, n. 1963)
- Rita Calderoni, attrice italiana (Rossiglione, n. 1951)
- Rita Carewe, attrice statunitense (New York City, n. 1909 - Torrance, † 1955)
- Gemma Craven, attrice e cantante irlandese (Dublino, n. 1950)
- Rita Di Lernia, attrice e doppiatrice italiana (Riccione, n. 1943)
- Rita Dominic, attrice nigeriana (Imo, n. 1975)
- Rita Engelmann, attrice, doppiatrice e conduttrice radiofonica tedesca (Berlino, n. 1942 - Ilsede, † 2021)
- Rita Flynn, attrice statunitense (Tucson, n. 1905 - Los Angeles, † 1973)
- Rita Forzano, attrice e direttore del casting italiana (Pisa, n. 1946)
- Rita Gam, attrice statunitense (Pittsburgh, n. 1927 - Los Angeles, † 2016)
- Rita Gardner, attrice statunitense (New York, n. 1934 - New York, † 2022)
- Rita Giannuzzi, attrice italiana (Torino, n. 1933 - Arese, † 2019)
- Rita Hayworth, attrice, ballerina e cantante statunitense (New York, n. 1918 - New York, † 1987)
- Rita Johnson, attrice statunitense (Worcester, n. 1913 - Hollywood, † 1965)
- Rita Jolivet, attrice britannica (Parigi, n. 1890 - Nizza, † 1971)
- Rita Karin, attrice polacca (Vilnius, n. 1919 - New York, † 1993)
- Rita Pereira, attrice, modella e conduttrice televisiva portoghese (Cascais, n. 1982)
- Rita Savagnone, attrice, doppiatrice e direttrice del doppiaggio italiana (Roma, n. 1939)
- Rita Silva, attrice italiana (Pisa, n. 1953)
- Rita Simons, attrice, cantante e modella britannica (Londra, n. 1977)
- Rita Tushingham, attrice britannica (Liverpool, n. 1942)
- Rita Volk, attrice uzbeka (Tashkent, n. 1990)
- Rita Wilson, attrice, produttrice cinematografica e cantante statunitense (Los Angeles, n. 1956)

## Attrici pornografiche(1)
- Rita Faltoyano, ex attrice pornografica ungherese (Budapest, n. 1978)

## Attrici teatrali(2)
- Rita Luna, attrice teatrale spagnola (Malaga, n. 1770 - Madrid, † 1832)
- Rita Pelusio, attrice teatrale e cabarettista italiana (Milano, n. 1971)

## Calciatrici(4)
- Rita Bertoni, ex calciatrice italiana (Milano, n. 1982)
- Rita Chikwelu, calciatrice nigeriana (n. 1988)
- Rita Pedrali, ex calciatrice italiana (n. 1953)
- Rita Schumacher, calciatrice tedesca (n. 2000)

## Canoiste(1)
- Rita Kőbán, ex canoista ungherese (Budapest, n. 1965)

## Cantanti(14)
- Rita Abatzi, cantante greca (Smirne, n. 1914 - Egaleo, † 1969)
- Behm, cantante finlandese (Hollola, n. 1994)
- Rita Coolidge, cantante e compositrice statunitense (Nashville, n. 1945)
- Rita Engedalen, cantante norvegese (Kongsberg, n. 1971)
- Rita Eriksen, cantante norvegese (Sola, n. 1966)
- Rita Forte, cantante, musicista e pianista italiana (Terracina, n. 1958)
- Lilith, cantante italiana (Bologna, n. 1965)
- Rita Monico, cantante italiana (Milano, n. 1950)
- Rita Ora, cantante, attrice e personaggio televisivo britannica (Priština, n. 1990)
- Rita Pavone, cantante, attrice e showgirl italiana (Torino, n. 1945)
- Rita Reys, cantante olandese (Rotterdam, n. 1924 - Breukelen, † 2013)
- Rita Lee, cantante, musicista e attrice brasiliana (San Paolo, n. 1947 - San Paolo, † 2023)
- Rita Yahan-Farouz, cantante iraniana (Teheran, n. 1962)
- Rita Guerra, cantante portoghese (Lisbona, n. 1967)

## Cantanti liriche(1)
- Rita Gabussi, cantante lirica italiana (Bologna - Napoli, † 1891)

## Cantautrici(2)
- Ray BLK, cantautrice britannica (Nigeria, n. 1992)
- Rita Payés, cantautrice, trombonista e musicista spagnola (Vilassar de Mar, n. 1999)

## Cestiste(6)
- Rita Easterling, ex cestista e allenatrice di pallacanestro statunitense (Morton, n. 1955)
- Rita Horky, cestista e allenatrice di pallacanestro statunitense (n. 1937 - † 1987)
- Rita La Rosa, ex cestista e allenatrice di pallacanestro italiana (Ragusa, n. 1976)
- Rita Liese, ex cestista tedesca (n. 1938)
- Rita Panasis, cestista canadese (Vancouver, n. 1922 - Coquitlam, † 2003)
- Rita Williams, ex cestista statunitense (Norwalk, n. 1976)

## Comiche(1)
- Rita Rudner, comica, attrice e cabarettista statunitense (Miami, n. 1953)

## Compositrici(1)
- Rita Marcotulli, compositrice e pianista italiana (Roma, n. 1959)

## Conduttrici radiofoniche(1)
- Rita Zucca, conduttrice radiofonica italiana (n. 1912 - † 1998)

## Conduttrici televisive(1)
- Rita dalla Chiesa, conduttrice televisiva e politica italiana (Casoria, n. 1947)

## Danzatrici(3)
- Rita Cadillac, danzatrice e attrice francese (n. 1936 - † 1995)
- Rita Sacchetto, ballerina e attrice tedesca (Monaco di Baviera, n. 1880 - Genova, † 1959)
- Rita Sangalli, ballerina italiana (Antegnate, n. 1849 - Erba, † 1909)

## Dirigenti d'azienda(1)
- Rita Ghedini, dirigente d'azienda italiana (Ferrara, n. 1960)

## Doppiatrici(1)
- Rita Baldini, doppiatrice e direttrice del doppiaggio italiana (Milano, n. 1961)

## Filologhe(1)
- Rita Lejeune, filologa belga (Herstal, n. 1906 - Liegi, † 2009)

## First lady(1)
- Rita Sargsyan, first lady armena (Step'anakert, n. 1962 - † 2020)

## Fisiche(1)
- Rita Brunetti, fisica italiana (Milano, n. 1890 - Pavia, † 1942)

## Fondiste(1)
- Rita Ačkina, ex fondista sovietica (Mogilёv, n. 1938)

## Fotografe(1)
- Rita Martin, fotografa e pittrice britannica (Irlanda, n. 1875 - Londra, † 1958)

## Ginnaste(2)
- Rita Peri, ex ginnasta italiana (Novara, n. 1957)
- Rita Vittadini, ginnasta italiana (Milano, n. 1914 - Pavia, † 2000)

## Giornaliste(4)
- Rita Di Giovacchino, giornalista italiana (Bergamo, n. 1947 - Roma, † 2021)
- Cinzia Maltese, giornalista e conduttrice televisiva italiana (Milano, n. 1961 - Milano, † 2002)
- Rita Pinci, giornalista italiana (Cave, n. 1956)
- Rita Rocca, giornalista e autrice televisiva italiana (Roma, n. 1971)

## Illustratrici(1)
- Rita Thermes, illustratrice e pittrice italiana (Cagliari, n. 1923 - Cagliari, † 2006)

## Imperatrici(1)
- Rita d'Armenia, imperatrice bizantina (n. 1278 - † 1333)

## Imprenditrici(1)
- Rita Statte, imprenditrice, produttrice cinematografica e attrice italiana (Maglie, n. 1973)

## Maratonete(1)
- Rita Marchisio, ex maratoneta e mezzofondista italiana (Cuneo, n. 1950)

## Mezzofondiste(1)
- Rita Ridley, mezzofondista britannica (n. 1946 - † 2013)

## Mezzosoprani(1)
- Rita Gorr, mezzosoprano e contralto belga (Zelzate, n. 1926 - Dénia, † 2012)

## Microbiologhe(1)
- Rita R. Colwell, microbiologa e funzionaria statunitense (Beverly, n. 1934)

## Montatrici(1)
- Rita Rossi, montatrice italiana

## Multipliste(1)
- Rita Ináncsi, ex multiplista ungherese (Budapest, n. 1971)

## Neurologhe(1)
- Rita Levi-Montalcini, neurologa italiana (Torino, n. 1909 - Roma, † 2012)

## Nuotatrici(2)
- Rita Kovács, ex nuotatrice ungherese (Nyíregyháza, n. 1970)
- Rita Pulido, ex nuotatrice spagnola (Las Palmas de Gran Canaria, n. 1945)

## Pallanuotiste(2)
- Rita Drávucz, ex pallanuotista ungherese (Szolnok, n. 1980)
- Rita Keszthelyi, pallanuotista ungherese (Budapest, n. 1991)

## Pallavoliste(2)
- Rita Liliom, ex pallavolista ungherese (Budapest, n. 1986)
- Rita Crockett, ex pallavolista statunitense (San Antonio, n. 1957)

## Partigiane(1)
- Rita Rosani, partigiana italiana (Trieste, n. 1920 - Monte Comun, † 1944)

## Pattinatrici artistiche su ghiaccio(1)
- Rita Trapanese, pattinatrice artistica su ghiaccio italiana (Milano, n. 1951 - Gattatico, † 2000)

## Pittrici(1)
- Rita Ackermann, pittrice ungherese (Budapest, n. 1968)

## Poetesse(1)
- Rita Dove, poetessa e scrittrice statunitense (Akron, n. 1952)

## Politiche(7)
- Rita Bernardini, politica italiana (Roma, n. 1952)
- Rita Commisso, politica italiana (Locri, n. 1950)
- Rita Fan, politica hongkonghese (Shanghai, n. 1945)
- Rita Maierotti, politica e scrittrice italiana (Castelfranco Veneto, n. 1876 - Castelfranco Veneto, † 1960)
- Rita Montagnana, politica italiana (Torino, n. 1895 - Roma, † 1979)
- Rita Pisano, politica italiana (Pedace, n. 1926 - Pedace, † 1984)
- Rita Süssmuth, politica tedesca (Wuppertal, n. 1937)

## Produttrici cinematografiche(1)
- Rita Rusić, produttrice cinematografica e attrice jugoslava (Parenzo, n. 1960)

## Registe(1)
- Rita Vicario, regista italiana (Roma, n. 1935 - Roma, † 2012)

## Religiose(4)
- Rita Giaretta, religiosa italiana (Quinto Vicentino, n. 1956)
- Rita Lopes de Almeida, religiosa portoghese (Casalmedinho, n. 1848 - Casalmedinho, † 1913)
- Rita Josefa Pujalte Sánchez, religiosa spagnola (Aspe, n. 1853 - Canillejas, † 1936)
- Rita da Cascia, religiosa italiana (Roccaporena, n. 1381 - Cascia, † 1457)

## Saggiste(1)
- Rita Cirio, saggista, drammaturga e giornalista italiana (Cessole, n. 1945)

## Scacchiste(1)
- Rita Gramignani, scacchista italiana (La Spezia, n. 1943)

## Sceneggiatrici(1)
- Rita Lakin, sceneggiatrice, produttrice televisiva e scrittrice statunitense (The Bronx, n. 1930 - Novato, † 2023)

## Scenografe(1)
- Rita Rabassini, scenografa italiana (San Paolo, n. 1960)

## Schermitrici(1)
- Rita König, schermitrice tedesca (Satu Mare, n. 1977)

## Sciatrici alpine(1)
- Rita Good, ex sciatrice alpina svizzera (Flums, n. 1951)

## Scrittrici(5)
- Rita Mae Brown, scrittrice, poetessa e sceneggiatrice statunitense (Hanover, n. 1944)
- Rita Charbonnier, scrittrice, sceneggiatrice e attrice italiana (Vicenza)
- Monaldi & Sorti, scrittrice italiana (n. 1966)
- Rita Laura Segato, scrittrice, antropologa e attivista argentina (Buenos Aires, n. 1951)
- Rita Tornborg, scrittrice svedese (Johannesburg, n. 1926)

## Scultrici(2)
- Rita Da Re, scultrice e pittrice italiana (Ferrara, n. 1947 - Ferrara, † 2008)
- Rita McBride, scultrice statunitense (Des Moines, n. 1960)

## Showgirl(1)
- Rita Renoir, showgirl, attrice e coreografa francese (Parigi, n. 1934 - Parigi, † 2016)

## Soprani(3)
- Rita Hunter, soprano inglese (Wallasey, n. 1933 - Sydney, † 2001)
- Rita Orlandi Malaspina, soprano italiano (Bologna, n. 1937 - San Donato Milanese, † 2017)
- Rita Streich, soprano tedesco (Barnaul, n. 1920 - Vienna, † 1987)

## Storiche(1)
- Rita Di Leo, storica e economista italiana (San Ferdinando di Puglia, n. 1939)

## Tenniste(3)
- Rita Bentley, tennista e hockeista su prato britannica (n. 1931 - Hungerford, † 2016)
- Rita Grande, ex tennista e commentatrice televisiva italiana (Napoli, n. 1975)
- Rita Kuti-Kis, ex tennista ungherese (Lengyeltóti, n. 1978)

## Terroriste(1)
- Rita Algranati, ex terrorista italiana (Roma, n. 1958)

## Traduttrici(1)
- Rita Desti, traduttrice italiana

## Velociste(3)
- Rita Bottiglieri, ex velocista, ostacolista e multiplista italiana (Torre del Greco, n. 1953)
- Rita Kühne, ex velocista tedesca (Dresda, n. 1947)
- Rita Wilden, ex velocista tedesca (Lipsia, n. 1947)

## Senza attività specificata(2)
- Rita Atria, italiana (Partanna, n. 1974 - Roma, † 1992)
- Rita e Cristina Parodi, italiana (Sassari, n. 1829 - Parigi, † 1829)